# 다시 종려나무를 보다
다시 종려나무를 보다(중국어: 又見棕櫚，又見棕櫚)는 타이완 작가 우리화(1931~ )의 대표 작품이자 그녀의 미국 유학 체험이 녹아 있는 자전적인 소설이다. 1960년 당시 타이완의 미국 유학 열풍과 이주를 통해 화인(華人) 디아스포라가 경험하는 정체성의 혼란을 잘 보여 주고 있다. 타이완에서는 유학생 소설로 부르기도 했으며 1960년대 북미 지역 화인화문문학의 대표 작품으로 꼽힌다. 2006년 ≪아주주간(亞洲周刊)≫에서 선정한 ‘20세기 중국어 소설 100권’ 중 한 편이기도 하다.

## 배경
≪다시 종려나무를 보다≫는 자전적 경험이 녹아 있는 명실공히 우리화(於梨華)의 대표 소설로 꼽을 수 있는데, 2006년 ≪아주주간(亞洲周刊)≫에서 선정한 ‘20세기 중국어 소설 100권’ 중 하나다. 이 소설은 타이완에서는 유학생 소설로 불리기도 하며 1960년 당시 타이완의 미국 유학 열풍과 이주를 통해 화인(華人) 디아스포라가 경험하게 되는 정체성의 혼란을 잘 보여 주고 있는 작품으로 꼽힌다.
우리화의 소설은 1960년대부터 붐을 이룬 미국 유학을 일찍이 경험하고 잘 훈련된 문학적 역량으로 표현해 낸, 유학생 문학 분야를 선구적으로 일구어 낸 작품이다. 당시의 북미 지역으로 가는 유학 붐을 소재로 해 주인공 텐레이가 유학 이후 타이완으로 다시 돌아와서 겪게 되는 이중적 소외에 집중해 소설을 전개하고 있다. 소설은 주인공 텐레이가 미국에서 학비를 마련하기 위해 힘들게 여학생 화장실 청소와 접시닦이 일을 하며 버텨 낸 과거를 타이완에 있는 그의 집에서 부리는 하녀가 알게 된다면 과연 자신을 ‘도련님’으로 부를 수 있을까 하는 질문을 던지면서 시작된다.
부모와 그 주변의 공동체 때문에 모국어와 모국의 문화에서 완전히 떠날 수 없어서 다시 타이완으로 돌아온 텐레이는 돌아간 곳에서도 자신이 이방인임을 확인하게 된다. 생동적인 인물의 묘사와 자신의 미국 사회 경험을 자전적으로 풀어내어 소설에 반영했기에 그녀의 소설은 마치 청운의 꿈을 품고 미국 유학길에 오르는 많은 타이완과 중국 대륙의 유학생들에게 필독서처럼 읽혔다. 하지만 이 소설은 유학생 문학의 특징들만이 아니라 화인 디아스포라의 심리 상태를 잘 표현하고 있다는 점에서, 특히 화인 디아스포라 소외를 효과적으로 드러내고 있다는 점에서 더욱 가치를 지닌다.
소설은 플래시백 기법을 통해 타이완과 미국을 오가고 있으며, 전체를 아우르는 서사 구조가 흥미진진하면서도 탄탄한 스토리를 바탕으로 하고 있다. 우리화가 주로 활동한 1950~1960년대 무렵을 통틀어 타이완 문학에서는 ‘뿌리 잃음(無根)’에서 ‘뿌리 찾기(尋根)’로의 경험과 방향성 설정이라는 공통된 인식을 갖게 된 것으로 여겨진다. 1953년 유학을 위해 미국으로 간 우리화는 이주 후 경험한 미국의 삶을 작품에 용해시켜 타이완과 미국이라는 두 장소에서 주인공이 지식인으로서 겪게 되는 여러 가지 사건들을 구성해 1967년에 소설을 발표했다.
소설 속 주인공의 미국 유학과 타이완으로의 일시 귀국, 그리고 심리 상태들은 마치 작가 우리화 자신의 유학 경력과 고국 귀환의 모습을 그대로 반영하고 있는 것처럼 보인다. 미국으로 유학하기 전과 확연히 달라진 주인공의 모습에 자신의 모습을 겹쳐서 표현해 내고 있다. 상상한 고향으로 돌아가서 잃어버린 고향을 확인하는 것은 화인 디아스포라가 겪게 되는 필연적인 하나의 결과이며 이로써 야기되는 정체성의 혼란은 화인 디아스포라들에게 지속적으로 의문을 던지고 있다. ‘자신’으로 존재하는 것이 어떤 것인지에 대한 탐색을 해야 하고 그것은 함께 살아가는 주변 인물과 현실에 개입함으로써만이 가능하다는 것이다. 미국에서 10년 남짓 유학 생활을 하고서 타이완으로 돌아오지만 오로지 박사 학위와 돈으로만 평가되던 미국의 삶이나 학문적인 성과를 떠나서 미국에서 유학했다는 사실과 학위가 있다는 사실만으로도 우대받는 타이완의 현실에서 주인공은 아이러니를 느낀다. 그리고 여전히 이상과 현실의 간극이 발생한다는 사실에 좌절한다. 그는 그가 존재할 수 있는 현실 속 공간인 거주국과 출발지 양쪽에서 동시에 소외된다.
주인공은 이렇게 말한다. “나는 섬이고 섬에는 모래뿐이죠. 모래 한 알 한 알이 모두 외로움이에요.” 유학하던 10여 년 동안도 그는 섬이었고 타이완으로 돌아온 순간에도 그는 섬이다. 외로움이라는 모래로만 이루어진 섬은 풍랑에도 쉽게 흩어질 것이고 그것이 형체를 갖추어 섬으로 자리하고는 있지만 언제 산산이 부서져 사라질지 알 수 없는 불안함 속에 항상 처해 있다. 주인공이 경험한 화인 디아스포라 신분의 불안감은 그가 미국에서 겪은 철저한 소외에 기인했다. 게다가 다시 돌아온 고향에서도 그는 미국 유학을 경험한 고향 사람들과는 다른 인간으로 분류되었다. 부모와 형제, 약혼자, 친구들을 만나 보아도 그 어느 누구도 자신의 입장을 이해하지 못하고 있다는 것을 느낀다. 디아스포라가 된 화인들은 고향으로 돌아가게 되더라도 이미 그곳에는 그들이 생각하는 그런 모습이 남아 있지 않을 가능성이 크다. 왜냐하면 그들이 생각하는 고국과 고향의 모습은 그들만의 시간 속에 잠들어 있는 상상된 공간이기 때문이다. 우리화의 작품에서는 고국으로 귀환한 화인 디아스포라의 괴리감과 자신의 타자성 확인이라는 부분이 주된 정서로 나타난다. 이로써 경험하게 되는 이중적인 소외와 다시금 표류하게 되는 정체성을 통해 자신이 영원히 디아스포라일 수밖에 없음을 확인하게 되는 과정이 담겨 있다. 주인공은 이곳과 저곳 그 어느 곳에도 속하지 못하고 있는 디아스포라의 심리 상태를 잘 표현해 낸다. 이 외에도 유학생의 모습을 한 디아스포라의 지난한 삶과, 타자로서 철저히 배제된 신분으로 타국에서 살아가는 것, 고향에 왔지만 이미 어디에도 속하지 못하게 되어 버린 디아스포라의 소외된 모습은 이 작품에서 잘 드러나고 있다.